# Liste der Biografien/Hau
Liste der Biografien |
Portal Biografien |
Personensuche
# |
A |
B |
C |
D |
E |
F |
G |
H |
I |
J |
K |
L |
M |
N |
O |
P |
Q |
R |
S |
T |
U |
V |
W |
X |
Y |
Z |
?
 
Ha |
Hd |
He |
Hi |
Hj |
Hk |
Hl |
Hm |
Hn |
Ho |
Hr |
Hs |
Ht |
Hu |
Hv |
Hw |
Hy
 
Haa |
Hab |
Hac |
Had |
Hae–Haf |
Hag |
Hah |
Hai |
Haj |
Hak |
Hal |
Ham |
Han |
Hao |
Hap |
Haq |
Har |
Has |
Hat |
Hau |
Hav |
Haw |
Hax |
Hay |
Haz
 
Haua |
Haub |
Hauc |
Haud |
Haue |
Hauf |
Haug |
Hauk |
Haul |
Haum |
Haun |
Hauo |
Haup |
Haur |
Haus |
Haut |
Hauv |
Hauw |
Haux |
Hauy |
Hauz
Die Liste der Biografien führt alle Personen auf, die in der deutschsprachigen Wikipedia einen Artikel haben. Dieses ist eine Teilliste mit 11 Einträgen von Personen, deren Namen mit den Buchstaben „Hau“ beginnt.

## Hau
- Hau, Carl (1881–1926), deutscher Rechtsanwalt und mutmaßlicher MörderCarl Hau (1881–1926)

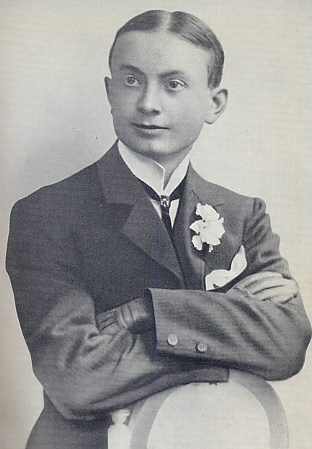
Carl Hau (1881–1926)

- Hau, Eddy (* 1952), deutscher Motorradsportler, ehemaliger Enduro und Moto Cross Fahrer
- Hau, Eduard (1807–1888), deutschbaltischer Maler und Grafiker
- Hau, Elisabeth (* 1959), deutsche Opernsängerin (Sopran) und Schauspielerin
- Hau, Harald (* 1966), deutscher Finanzwissenschaftler
- Hau, Hieronymus (1679–1745), deutscher Maler
- Hau, Johannes (1771–1838), deutschbaltischer Maler
- Hau, Lene (* 1959), dänische Physikerin
- Hau, Pei-tsun (1919–2020), taiwanischer Offizier, Politiker und Premierminister
- Hau, Woldemar (1816–1895), deutschbaltischer Maler
- Hau, Wolfgang (* 1968), deutscher Rechtswissenschaftler